# Carl Haase
Carl Haase (né le 26 janvier 1920 à Hambourg ; † le 7 janvier 1990 à Hanovre) est un historien et archiviste allemand.

## Biographie
Les ancêtres de Carl Haase sont originaires de Basse-Saxe. Fils d'un inspecteur municipal, il grandit dans la banlieue de Hambourg. À Pâques 1938, il quittz l'école secondaire avec son certificat de fin d'études. Haase effectue le service du travail du Reich et est ensuite enrôlé dans la Wehrmacht. Pendant la Seconde Guerre mondiale, Haase travaille comme opérateur radio en France, en Russie et aux Pays-Bas. Il est ensuite chef d'équipe radio avec le grade de sergent. Il est libéré de captivité britannique en juillet 1945.  
Haase voulait à l'origine devenir journaliste puis architecte. Au semestre d'hiver, il décide cependant d'étudier l'histoire, l'allemand et la philosophie à l'Université de Hambourg. Ses principaux professeurs universitaires sont Hermann Aubin, Paul Johansen et Erich Keyser. Il est particulièrement influencé par Aubin.  
En juillet 1950, Haase obtient son doctorat avec une thèse sur l'histoire et la diffusion du droit municipal de Brême au Moyen Âge. En décembre 1950, il réussit l'examen d'État. Haase déménage à Marbourg avec Keyser. Il contribue à la création d'un centre de recherche sur l'histoire urbaine.  
De 1952 à 1954, il fréquente l'école des archives de Marbourg. Là, il réussit avec succès l'examen d'État des archives en 1954. À partir de 1954, Haase travaille pendant six ans aux Archives d'État d'Oldenbourg. En juillet 1956, il est nommé conseiller aux archives. En 1960, il devient directeur des Archives d'État (depuis 1971 : Archives principales de l'État) à Hanovre.  
En tant que successeur de Rudolf Grieser, Haase devient en 1964 chef du département « Gestion des archives de l'État » à la Chancellerie d'État de Basse-Saxe. Il est directeur principal des archives en 1966 et directeur des archives de l'État en avril 1969. 
En 1971, il est victime d'un accident vasculaire cérébral. Il peut cependant reprendre son service en 1972. Il prend sa retraite en 1978. En 1985, il est élu membre correspondant de l'Académie des sciences de Göttingen. 
L'initiative de créer l'Institut historique allemand de Londres revient à Haase, qui fonde un groupe d'historiens anglo-allemands. En 1976, le plan de Haase est mis à exécution. Son travail se concentre sur l'histoire de la ville médiévale, la Ligue hanséatique et l'histoire de Hanovre au tournant des XVIIIe et XIXe siècles.
Il est particulièrement impliqué auprès d'Ernst Brandes, secrétaire privé de Hanovre et conservateur de l'Université de Göttingen. Il lui consacre une biographie en deux volumes en 1973 et 1974.  
Haase publie la collection en trois volumes La Ville du Moyen Âge de 1969 à 1973.  Pour le troisième volume (deuxième volume) de l'Histoire de la Basse-Saxe publié par Hans Patze en 1983, Haase écrit l'article sur le développement de l'éducation et de la science de la Réforme à 1803  et le chapitre sur la littérature entre Renaissance et Réalisme.
Haase était membre de nombreux clubs et institutions historiques. Il était membre du Hansische Historische Verein depuis 1953, il en était membre du conseil d'administration et depuis 1962. Depuis 1965, il était membre du comité de la Commission historique de Basse-Saxe et de Brême. Depuis le 23 avril 1964, il était membre correspondant de la Commission historique de Westphalie.